# 鴿肉

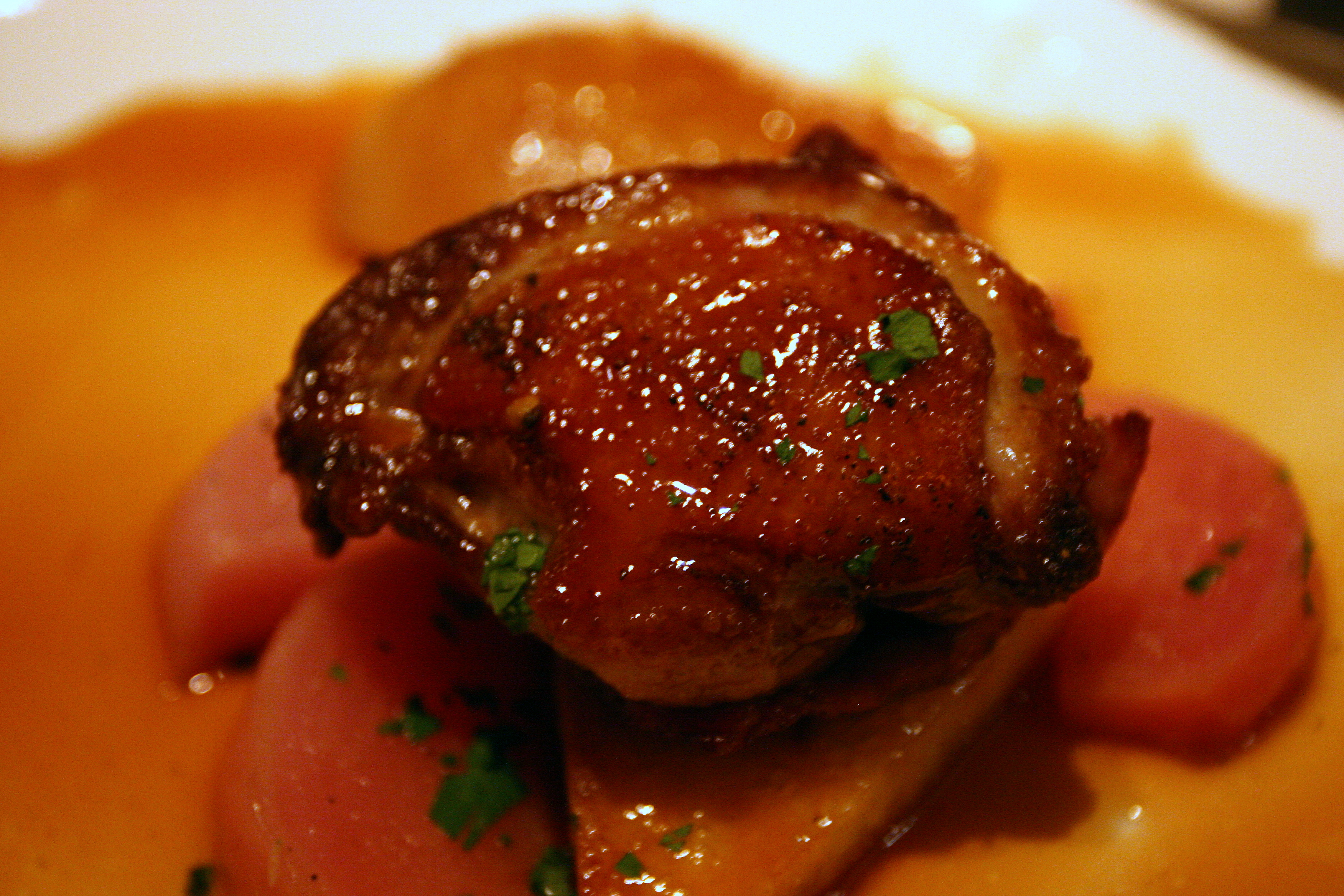
法式煎鴿胸

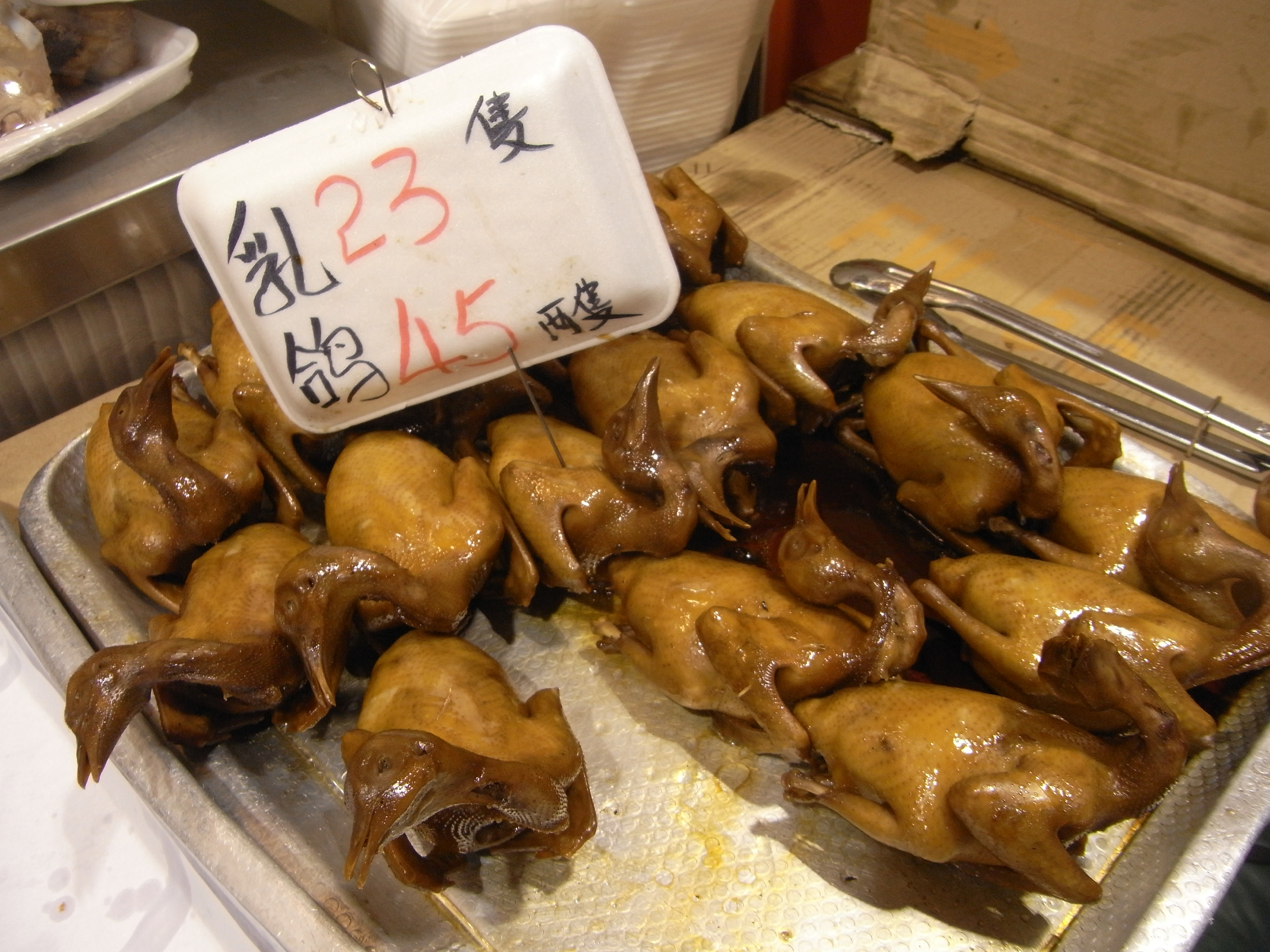
在香港某地贩卖的中式烧乳鴿

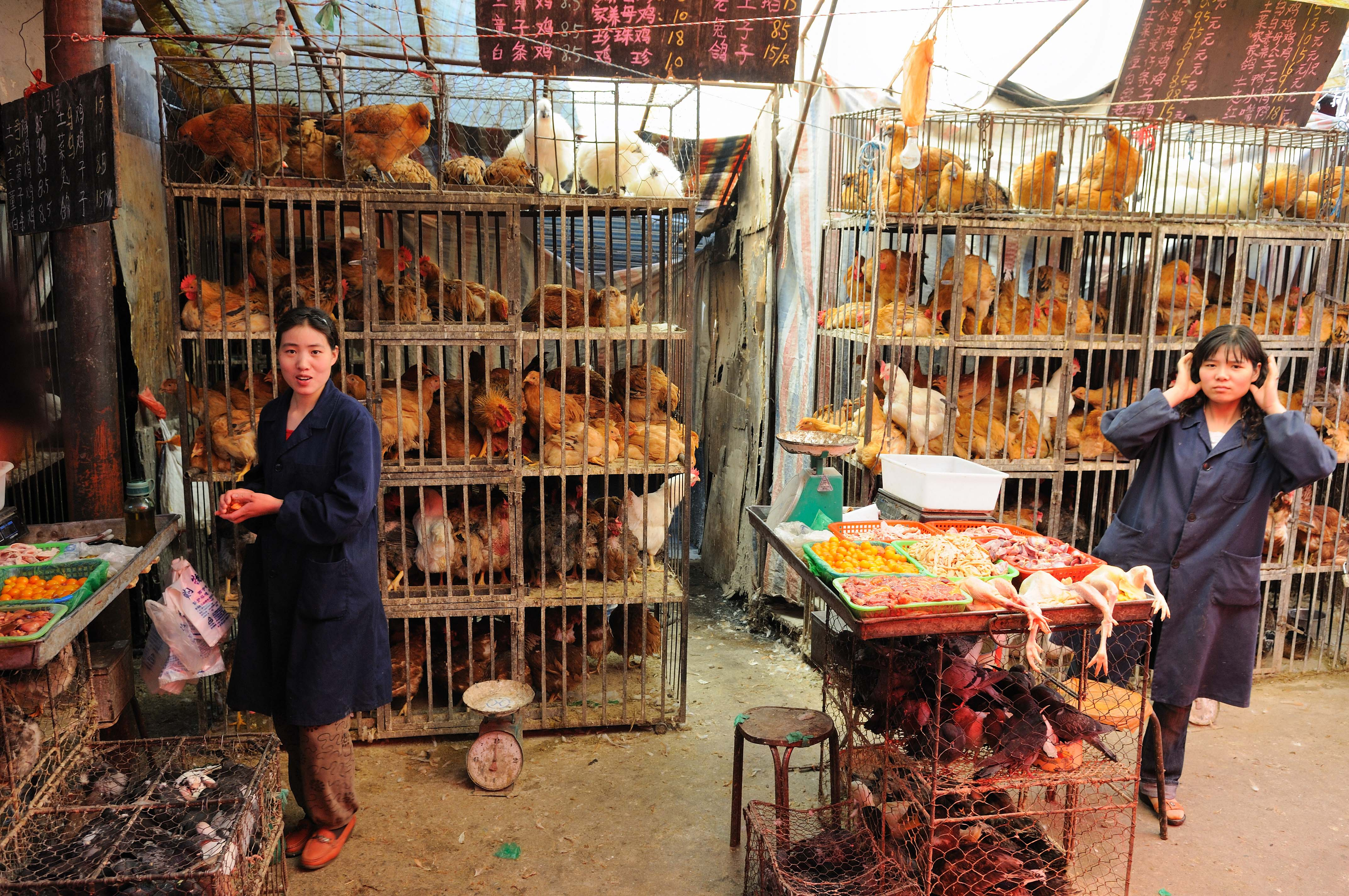
中国青海西宁的活禽交易市场中，活鸽（左下角）与鸡类同时出售。

鴿肉是從鴿身上取得的肉，為其中一種可食用家禽。鴿肉主要食用的地區包括法國、美國、馬格里布地區及中國等地。
食用的鴿通常會選擇較年幼的，稱為乳鴿。在中國，老鴿也會被煲湯作食療之用。
但在北非的回教國家則不食用（但非禁止食用）。

## 食法
- 中國
  - 紅燒乳鴿
  - 滷水乳鴿
  - 醉乳鴿
  - 生菜鴿鬆